# Pierre Loquet
Pour les articles homonymes, voir Loquet (homonymie).
 (avril 2016).
Si vous disposez d'ouvrages ou d'articles de référence ou si vous connaissez des sites web de qualité traitant du thème abordé ici, merci de compléter l'article en donnant les références utiles à sa vérifiabilité et en les liant à la section « Notes et références ».
Pierre Loquet, ou de son nom breton Pêr Loquet, est un résistant et activiste nationaliste breton, né le 9 janvier 1930 à Guérande, en Loire-Atlantique.

## Biographie
Pierre Loquet participe dès l’âge de quatorze ans à des actions de la Résistance. Parti à Angers en 1945 pour suivre des cours d’horticulture, il devient paysagiste-pépiniériste. Il adhère un temps à la Jeunesse ouvrière chrétienne. 
En 1946, il adhère au cercle celtique d’Angers, milite à Avel an Trec’h et se charge de trouver des militants pour Le Peuple breton, mouvement et revue lancés par Joseph Martray. De retour à Guérande, il fonde avec Jean Le Bihen et Georges Auclair le cercle celtique Bro Gwenrann, en 1949. Membre du MOB dès 1957, il est quelque temps responsable du journal L'Avenir de la Bretagne. Localement, il milite pour la défense des marais de Guérande et le retour de la Loire-Atlantique dans la région Bretagne. 
Il est arrêté à l’occasion d’une tentative d’attentat contre la DDA de Nantes, fin juillet 1975, avec deux autres militants de Guérande, Dominique Crochard et Gérard Coriton. Cet attentat n’a pas été exécuté afin de respecter les consignes du FLB-ARB de tout arrêter lors de la présence de personnes sur les lieux de l’action.  Condamné par la justice, il fut incarcéré onze mois, en 1976, pour avoir participé à cette tentative de l’Armée révolutionnaire bretonne (ARB). Il fut libéré après avoir observé 43 jours de grève de la faim. En 1977, il quitte Guérande pour le Pays de Léon où il travaille au Crédit mutuel de Bretagne, dont il a dirigé le restaurant de réception en qualité de Majordome. Il a été l’un des hommes qui ont permis l’émission de chèques en breton. Revenu à Guérande, il se bat pour le cadre de vie dans la presqu'île.
Il est membre de l’Institut culturel de Bretagne, sections protection de la nature et environnement et Relations interceltiques. Il se dit « d'abord breton et européen, puis français par la force des choses » et a présidé Skoazell Vreizh de 1978 à 2006. Il est le trésorier de l’association historique bretonne, Dalc’homp Sonj, et membre de l’ordre de l’Hermine, depuis 1998. En 2003, il crée le Festival du livre en Bretagne à Guérande. Cette manifestation se déroule fin novembre et met en valeur les écrivains et éditeurs de la Bretagne historique.
Pêr Loquet est fondateur en 2016 de l’association VigiBretagne-EvezhBreizh dont le siège est à Guérande, association qui agit pour la réunification administrative de la Bretagne. 
Il poursuit Denis Jeambar de L'Express pour diffamation publique en raison d'un article intitulé « Bretagne, le coup de balai » daté du 19 avril 2001. Par jugement en date du 3 décembre 2001, le journaliste sera condamné par le tribunal correctionnel de Nantes.